# Ком-Минёр
«Ком-Минёр» (болг. ПФК «Ком-Миньор») — болгарский футбольный клуб из города Берковица. Выступает во втором дивизионе футбольной лиги Болгарии. Основан в 1957 году. В футбольную лигу «Б» пробился в 1972 году. На ноябрь 2010 года занимает 72 место.
Клуб имеет домашнюю арену, стадион «Мрамор» на 3000 мест. Цвета команды: белый, красный, чёрный и жёлтый.